# اولبرسدورف
اولبرسدورف (به آلمانی: Olbersdorf) یک شهر در آلمان است که در گورلیتس واقع شده‌است. اولبرسدورف ۵٬۶۹۹ نفر جمعیت دارد.